# Leccinellum lepidum
Leccinellum lepidum är en svampart som först beskrevs av H. Bouchet ex Essette, och fick sitt nu gällande namn av Bresinsky & Manfr. Binder 2003. Leccinellum lepidum ingår i släktet Leccinellum och familjen Boletaceae.   Inga underarter finns listade i Catalogue of Life.

## Bildgalleri

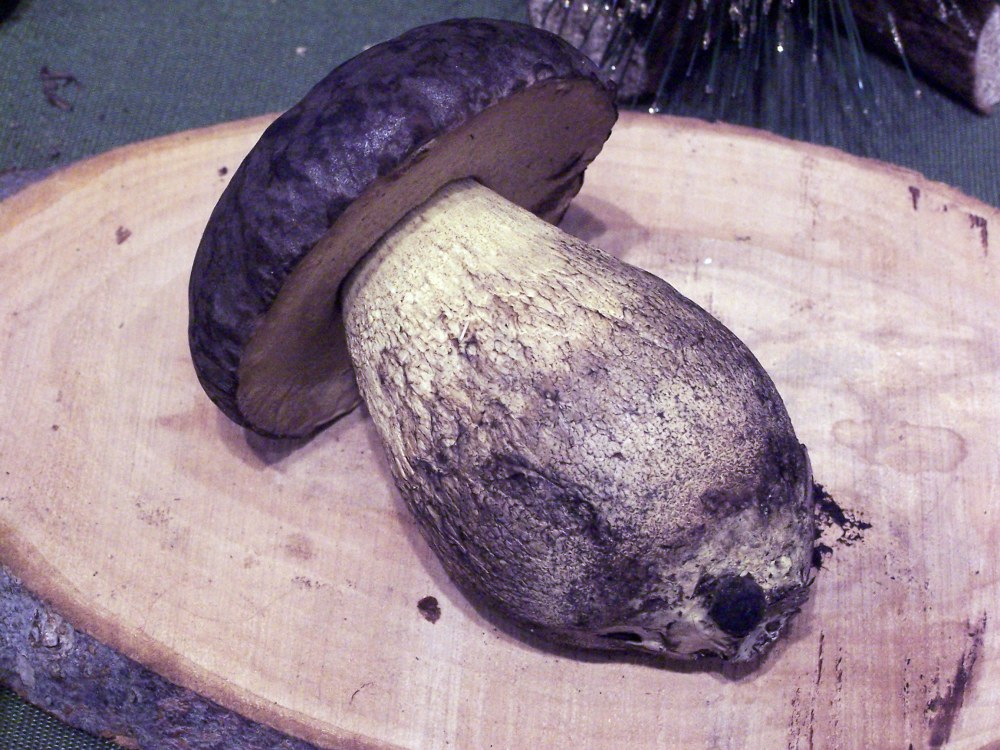
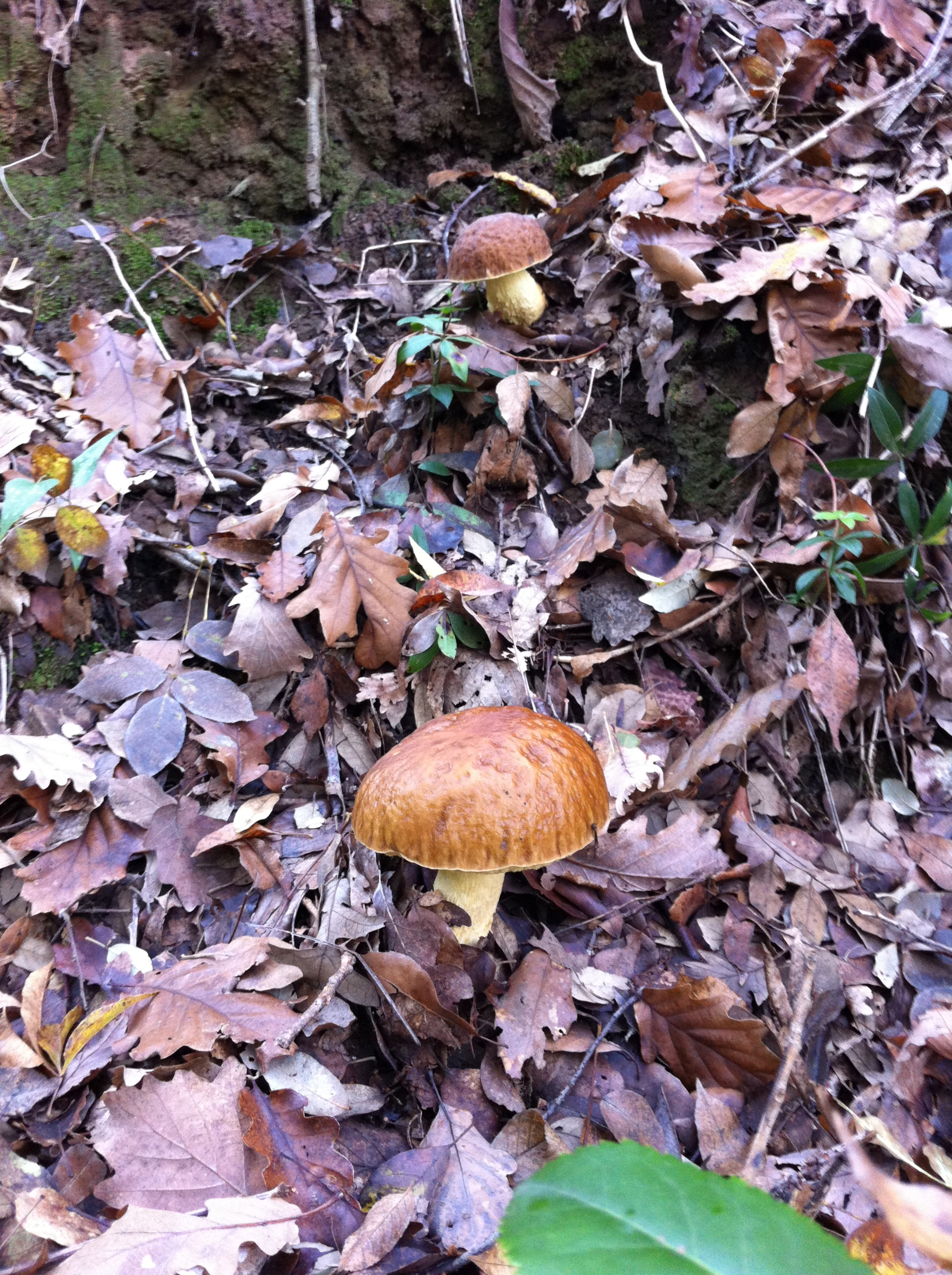
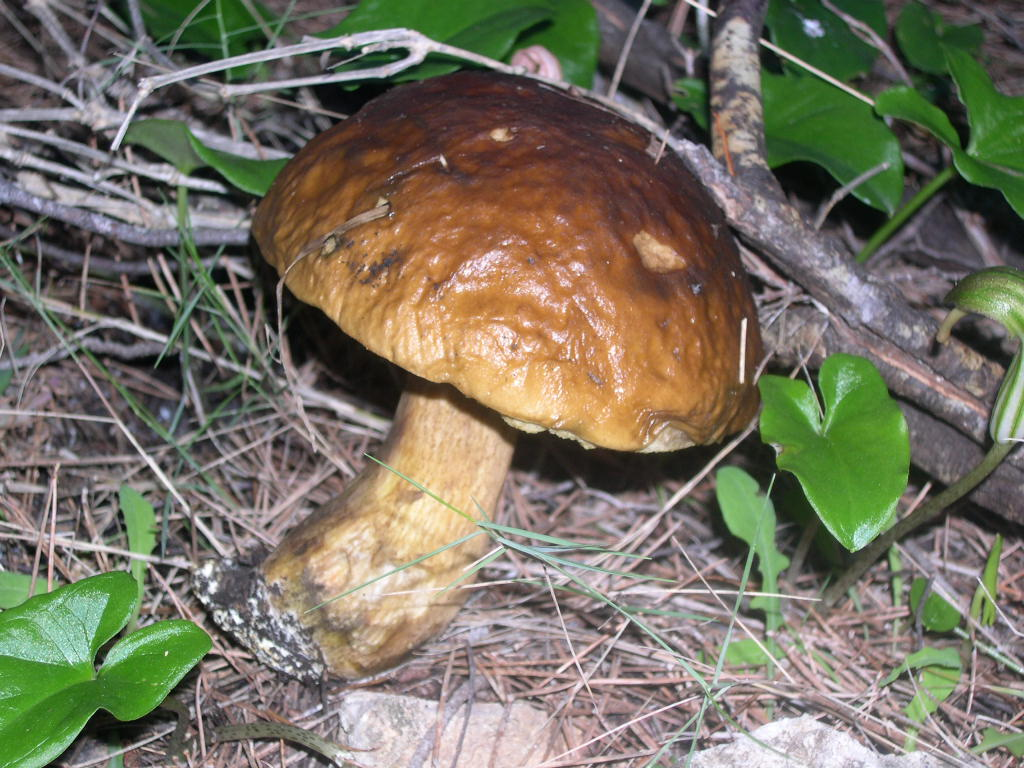